# Reazione di Finkelstein
La reazione di Finkelstein, chiamata così dal nome del chimico tedesco Hans Finkelstein, è una reazione SN2 che coinvolge lo scambio di un alogeno con un altro.  Lo scambio di un alogenuro è una reazione d'equilibrio, che può essere portata a completezza sfruttando la diversa solubilità dei sali alogenuri.
R-X + X'- ⇌ R-X' + X-
La classica reazione di Finkelstein riguarda la conversione di un cloroalcano o di un bromoalcano in uno iodioalcano, attraverso l'addizione di ioduro di sodio in acetone.  Dal momento che lo ioduro di sodio è solubile in acetone, mentre il cloruro di sodio e il bromuro di sodio non lo sono, l'equilibrio è spostato verso la formazione di un sale insolubile.  Ad esempio, il bromoetano può essere convertito in iodoetano:
CH3CH2Br + NaI → CH3CH2I + NaBr
Dal momento che, eseguendo questa reazione in laboratorio, la fase organica contenente lo iodioalcano resta contaminata da tracce di I2 derivante dall'eccesso di reagente, è necessario, se si vuole ottenere un prodotto puro, eliminare queste tracce con una soluzione acquosa di NaHSO3.
La reazione di ossidoriduzione che avviene è la seguente:
HSO3- + I2 + H2O → HSO4- + 2HI
Lo iodio passa quindi nella fase acquosa ed è possibile estrarre la fase organica priva di impurezze.